# Matsuyama Takashi (Szenenbildner)
Matsuyama Takashi (jap. 松山 崇, bisweilen auch mit Onyomi-Lesung des Vornamens: Matsuyama Sō; * 22. September 1908 in Kobe; † 14. Juli 1977) war ein japanischer Szenenbildner, der besonders durch seine Arbeit für Filme von Akira Kurosawa bekannt wurde und zwei Mal für einen Oscar nominiert war.

## Leben
Matsuyama absolvierte die Gesangsschule Bunka Gakuin, die er 1932 abschloss, und wurde 1937 Mitarbeiter der Tōhō Studios (東宝スタジオ). Erstmals arbeitete er in der japanischen Filmwirtschaft als Szenenbildner mit bei dem Schwarzweißfilm Etchan no sen’ninbari von Fumindo Kurata mit Etchan, Chieko Murata und Koji Shima. Er war bis 1968 an der szenischen Ausstattung von mehr als achtzig Filmen beteiligt.
Takashi wurde bei der Oscarverleihung 1953 gemeinsam mit Haruzō Matsumoto für den „Oscar für das beste Szenenbild“ in einem Schwarzweißfilm nominiert, und zwar für den bereits 1950 unter der Regie von Akira Kurosawa entstandenen Spielfilm Rashomon – Das Lustwäldchen (Rashōmon) mit Toshirō Mifune, Machiko Kyō und Masayuki Mori.
Eine weitere Oscarnominierung in der Kategorie „Bestes Szenenbild in einem Schwarzweißfilm“ erhielt Takashi 1957 für den ebenfalls von Akira Kurosawa inszenierten und zum Genre des japanischen Historienfilms (Jidai-geki) zählenden Film Die sieben Samurai (Shichinin no samurai, 1954) mit Takashi Shimura, Toshirō Mifune und Yoshio Inaba.
Weitere bekannte Filme, an denen Takashi als Artdirector und Szenenbildner mitarbeitete, waren Ein streunender Hund (Nora inu, 1949) von Akira Kurosawa mit Toshirō Mifune, Takashi Shimura und Keiko Awaji sowie das ebenfalls unter der Regie von Kurosawa entstandene Filmdrama Einmal wirklich leben (Ikiru, 1952) mit Takashi Shimura, Shinichi Himori und Haruo Tanaka.

## Filmografie (Auswahl)
- 1938: Die Patrouille (Gonin no sekkōhei)
- 1949: Ein streunender Hund (Nora inu)
- 1950: Rashomon – Das Lustwäldchen (Rashōmon)
- 1951: Der Idiot (Hakuchi)
- 1952: Einmal wirklich leben (Ikiru)
- 1954: Die sieben Samurai (Shichinin no samurai)
- 1954: Die Brandung (Shiosai)
- 1956: Freunde bis zum letzten (Alternativtitel: Die Harfe von Burma) (Biruma no Tategoto)
- 1958: Tödliche Versuchung (Byakuya no yojo)